# Mistrovství České republiky v orientačním běhu klubů a oblastních výběrů
Mistrovství České republiky v orientačním běhu klubů a oblastních výběrů je pořádáno každoročně od roku 1993 a navazuje na předcházející Mistrovství Československa.
Jedná se o jednorázový štafetový závod smíšených týmů. MČR klubů je pro sedmičlenné týmy ve složení 4 muži a 3 ženy a vypsán pro kategorie DH21 - dospělí a DH18 - dorost. MČR oblastních výběrů žáků je pro osmičlenné štafety složené z oblastních výběrů s rovnocenným zastoupením mladších a starších žáků a žákyň (kategorie D12, H12, D14, H14).
Specifikum štafet v orientačním běhu je rozdělovací metoda tratí, kdy v zájmu regulérnosti je používána taková rozdělovací metoda, která umožňuje vytvořit co nejvíce variant tratí tak, aby měl každý závodník pokud možno jedinečnou kombinaci pořadí kontrol na trati, ale zároveň všechny štafety v dané kategorii měly výslednou celkovou délku trati shodnou. Tyto rozdělovací metody jsou původem ze Skandinávie, především ze Švédska a nejpoužívanější metoda je Farsta.
Součástí závodu je také Veteraniáda ČR.

## Přehled závodů MČR klubů a oblastních výběrů
| Mistrovství České republiky | Mistrovství České republiky | Mistrovství České republiky        | Mistrovství České republiky      | Mistrovství České republiky | Mistrovství České republiky | Mistrovství České republiky | Mistrovství České republiky              | Mistrovství České republiky                      | Mistrovství České republiky | Mistrovství České republiky  |
| Ročník                      | Datum závodu                | Pořadatel                          | Místo konání                     | Název mapy                  | Ředitel                     | Hlavní rozhodčí             | Stavitelé tratí                          | Web závodu                                       | DB ORIS                     | Poznámka                     |
| --------------------------- | --------------------------- | ---------------------------------- | -------------------------------- | --------------------------- | --------------------------- | --------------------------- | ---------------------------------------- | ------------------------------------------------ | --------------------------- | ---------------------------- |
| MČR 1993                    | 19. 9. 1993                 | KOB ZPV Prostějov                  | Vícov • aréna                    | Ježův hrad                  |                             |                             | Pavel Dudík                              |                                                  |                             |                              |
| MČR 1994                    | 9. 10. 1994                 | SK Praga                           | Krňany • aréna                   | Voskovka                    |                             |                             | Richard Samohýl, Vladimír Attl           |                                                  |                             |                              |
| MČR 1995                    | 17. 9. 1995                 | KOS TJ Tesla Brno                  | Ochoz u Brna • aréna             | Malý lesík                  |                             |                             | Vlastislav Šebesta                       |                                                  |                             |                              |
| MČR 1996                    | 29. 9. 1996                 | OOB SK Chrast                      | Budislav • aréna                 | Křemílek                    |                             |                             | Radan Kamenický                          |                                                  |                             |                              |
| MČR 1997                    | 29. 9. 1997                 | KOS TJ Tesla Brno                  | Řásná u Telče • aréna            | Javořice 837                |                             |                             | Jiří Urválek                             |                                                  |                             |                              |
| MČR 1998                    | 4. 10. 1998                 | KOS TJ Tesla Brno                  | Vílanec u Jihlavy • aréna        | Verdun                      |                             |                             |                                          |                                                  |                             |                              |
| MČR 1999                    | 26. 9. 1999                 | OK Lokomotiva Pardubice            | Slatiňany • aréna                | Kočičí hrádek               |                             |                             | Karel Haas                               |                                                  |                             |                              |
| MČR 2000                    | 24. 9. 2000                 | OK Jiskra Nový Bor                 | Jetřichovice • aréna             | Vlčí rokle                  |                             |                             | Jaroslav Křtěnský                        |                                                  |                             |                              |
| MČR 2001                    | 30. 9. 2001                 | TJ Jiskra Havlíčkův Brod           | Lipnice nad Sázavou • aréna      | Lipnice                     | Miloslav Čejka              | Zdeněk Kopecký              | Miroslav Seidl                           | www                                              |                             | + VŠTJ Ekonom Praha          |
| MČR 2002                    | 22. 9. 2002                 | OK Slavia Hradec Králové           | Brzice • aréna                   | Harcov                      |                             |                             | Michal Jedlička                          | www                                              |                             |                              |
| MČR 2003                    | 5. 10. 2003                 | Oddíl OS SK Prostějov              | Suchý • aréna                    | Přibytá                     |                             |                             |                                          |                                                  |                             |                              |
| MČR 2004                    | 3. 10. 2004                 | OK Sparta Praha                    | Hájovna Kolna • aréna            | Jezevčí skála               | Michal Hojný                | Zdenek Procházka            | Petr Bašus                               | www Archivováno 25. 5. 2018 na Wayback Machine.  |                             |                              |
| MČR 2005                    | 25. 9. 2005                 | OK Slavia Hradec Králové           | Chvaleč • aréna                  | Žába                        | Karel Toužil                | Jan Netuka                  | Michal Jedlička                          | www                                              |                             |                              |
| MČR 2006                    | 1.10. 2006                  | OK 99 Hradec Králové               | Vyhnánov • aréna                 | Vyhnánov                    | Petr Samek                  | Tomáš Kunart                | Radek Novotný                            | www Archivováno 13. 11. 2007 na Wayback Machine. |                             |                              |
| MČR 2007                    | 30. 9. 2007                 | Orientační Běh Opava               | Větřkovice • aréna               | Březová 2007                | Luděk Pavelek               | Luděk Valík                 | Miroslav Hadač                           | www                                              |                             |                              |
| MČR 2008                    | 28. 9. 2008                 | Oddíl OS SK Prostějov              | Malé Hradisko • aréna            | Benátky                     | Vlastimil Uchytil           | Dušan Vystavěl              | Daniel Vláčil, Petr Hynek                | www                                              |                             |                              |
| MČR 2009                    | 4. 10. 2009                 | Sportcentrum Jičín                 | Ostružno • aréna                 | Řáholec – Homole            | Jaroslav Havlík             | Tomáš Kalenský              | Tomáš Kalenský                           | www                                              |                             |                              |
| MČR 2010                    | 26. 9. 2010                 | SK Praga                           | Buk u Příbrami • aréna           | Liščí bouda - sever         |                             |                             |                                          | www[nedostupný zdroj]                            |                             |                              |
| MČR 2011                    | 9. 10. 2011                 | Klub vytrvalostních sportů Šumperk | Pavlov - hájenka Střítež • aréna | Bystrouška                  | Pavel Paloncý               | Jakub Halama                | Petr Turczer, Jaromír Šrámek             | www                                              |                             |                              |
| MČR 2012                    | 7. 10. 2012                 | SK Žabovřesky Brno                 | Ochoz u Brna • aréna             | Křtiny                      | David Kabáth                | Libor Zřídkaveselý          | Jan Zháňal                               | www                                              |                             |                              |
| MČR 2013                    | 29. 9. 2013                 | OOB TJ Tatran Jablonec n. N.       | Mšeno nad Nisou - Břízky • aréna | Břízky východ               | Zdeněk Zuzánek              | Přemek Škoda                | Jan Picek, Dušan Novotný, Zdeněk Zuzánek |                                                  | 2242                        |                              |
| MČR 2014                    | 12. 10. 2014                | KOS Slavia Plzeň                   | Starý Plzenec • aréna            | Andrejšky                   | Ondřej Hašek                | Aleš Richtr                 | Václav Bohuslav                          | www                                              | 2294                        |                              |
| MČR 2015                    | 11. 10. 2015                | SKOB Zlín                          | Vracov • aréna                   | Vracovské duny              | Tomáš Podmolík              | Monika Krejčíková           | Evžen Pekárek                            | www                                              | 2721                        |                              |
| MČR 2016                    | 9. 10. 2016                 | OK Jiskra Nový Bor                 | Dolní Prysk • aréna              | Křížová cesta               | Miroslav Beránek            | Tomáš Vácha                 | Jaroslav Krejčí                          | www Archivováno 6. 1. 2018 na Wayback Machine.   | 3034                        |                              |
| MČR 2017                    | 8. 10. 2017                 | Klub vytrvalostních sportů Šumperk | Moravský Karlov • aréna          | U Františka                 | Pavel Paloncý               | Petr Turczer                | Zdeněk Janů st.                          | www                                              | 3547                        |                              |
| MČR 2018                    | 14. 10. 2018                | VŠTJ Ekonom Praha                  | Krajníčko • aréna                | Paníhájek                   | Jan Pecka                   |                             | Radim Ondráček                           | www                                              | 3985                        | + OOB TJ Sokol Pražák        |
| MČR 2019                    | 6. 10. 2019                 | SK Praga                           | Tis u Blatna • aréna             | U sv. Jiljí                 | Tomáš Landovský             | Jan Procházka               | Pavel Procházka                          | www                                              | 4309                        |                              |
| MČR 2020                    |                             |                                    |                                  |                             |                             |                             |                                          |                                                  |                             | Zrušeno – pandemie covidu-19 |
| MČR 2021                    | 10. 10. 2021                | Orientační Běh Opava               | Kobylá nad Vidnavkou • aréna     | Venušiny Misky 2021K        | Jan Peřinka                 | Luděk Valík                 | Miroslav Hadač                           | www                                              | 6031                        |                              |
| MČR 2022                    | 9. 10. 2022                 | OK 99 Hradec Králové               | Výšinka • aréna                  | Studánka - U liščích nor    | Karim Azeb                  | Jan Panchártek              | Zdeněk Šabatka, Petr Losman              | www                                              | 5563                        |                              |
| MČR 2023                    | 15. 10. 2023                | OK Lokomotiva Pardubice            | Krouna • aréna                   | Krounka východ              | Kamil Pipek                 | Zuzana Klimplová            | Ondřej Pipek, Ondřej Macek               | www                                              | 6818                        |                              |
| MČR 2024                    | 6. 10. 2024                 | SKOB Zlín                          | Vacenovice • aréna               | U Červeného blata           | Tomáš Podmolík              | Petr Pernička               | Jan Šidla, Michal Smola                  | www                                              | 7508                        |                              |

## Přehled medailistů MČR klubů a oblastních výběrů
| MČR klubů a oblastních výběrů | MČR klubů a oblastních výběrů      | MČR klubů a oblastních výběrů | MČR klubů a oblastních výběrů | MČR klubů a oblastních výběrů | MČR klubů a oblastních výběrů | MČR klubů a oblastních výběrů | MČR klubů a oblastních výběrů |
|                               |                                    | Dospělí                       | Dospělí                       | Dospělí                       | Dorost                        | Dorost                        | Dorost                        |
| ----------------------------- | ---------------------------------- | ----------------------------- | ----------------------------- | ----------------------------- | ----------------------------- | ----------------------------- | ----------------------------- |
| Rok                           | Pořadatel                          | Zlato                         | Stříbro                       | Bronz                         | Zlato                         | Stříbro                       | Bronz                         |
| MČSR 1991                     | TJ Turnov                          | zrušeno                       |                               |                               | SHK                           | SJC                           | ZBM                           |
| MČSR 1992                     | OK Jiskra Nový Bor                 | VSP                           | VSP                           | TBM                           | TUR                           | PHK                           | ZBM                           |
| MČR 1993                      | ZPV Prostějov                      | VSP                           | OKP                           | VSP                           | JIL                           | TBM                           | TZL                           |
| MČR 1994                      | SK Praga                           | VSP                           | VSP                           | TZL                           | JIL                           | KBM                           | PGP                           |
| MČR 1995                      | Tesla Brno                         | SBM                           | OKP                           | VSP                           | SJC                           | JIL                           | PHK                           |
| MČR 1996                      | SK Chrast                          | VOV                           | TZL                           | VSP                           | PHK                           | LPU                           | DKP                           |
| MČR 1997                      | Tesla Brno                         | PHK                           | VSP                           | VSP                           | PHK                           | LPU                           | DKP                           |
| MČR 1998                      | Tesla Brno                         | VSP                           | VOV                           | OKP                           | PHK                           | TZL                           | DKP                           |
| MČR 1999                      | Lokomotiva Pardubice               | VSP                           | TZL                           | SRK                           | PHK                           | DKP                           | SHK                           |
| MČR 2000                      | OK Jiskra Nový Bor                 | TBM                           | VSP                           | OKP                           | PHK                           | LPU                           | SJC                           |
| MČR 2001                      | TJ Jiskra Havlíčkův Brod           | PHK                           | VSP                           | SJC                           | LPU                           | JIL                           | TZL                           |
| MČR 2002                      | OK Slavia Hradec Králové           | PHK                           | TBM                           | DKP                           | LPU                           | SJC                           | PGP                           |
| MČR 2003                      | Oddíl OS SK Prostějov              | LPU                           | SJC                           | PHK                           | TZL                           | PHK                           | SJC                           |
| MČR 2004                      | OK Sparta Praha                    | SJC                           | PHK                           | SHK                           | ZBM                           | SJC                           | TZL                           |
| MČR 2005                      | OK Slavia Hradec Králové           | LPU                           | TBM                           | SHK                           | ZBM                           | JIL                           | SJC                           |
| MČR 2006                      | OK 99 Hradec Králové               | SHK                           | LPU                           | PHK                           | ZBM                           | PHK                           | SRK                           |
| MČR 2007                      | Orientační Běh Opava               | LPU                           | SHK                           | SJC                           | PHK                           | LPU                           | ZBM                           |
| MČR 2008                      | Oddíl OS SK Prostějov              | PHK                           | SJC                           | SHK                           | JIL                           | LPU                           | ZBM                           |
| MČR 2009                      | Sportcentrum Jičín                 | LPU                           | ZBM                           | SHK                           | PHK                           | LTU                           | TUR                           |
| MČR 2010                      | SK Praga                           | PGP                           | PHK                           | SJC                           | LCE                           | TUR                           | AOP                           |
| MČR 2011                      | Klub vytrvalostních sportů Šumperk | TUR                           | ZBM                           | LPU                           | LPU                           | ASU                           | TUR                           |
| MČR 2012                      | SK Žabovřesky Brno                 | ZBM                           | TUR                           | SJC                           | PHK                           | KAM                           | TUR                           |
| MČR 2013                      | OOB TJ Tatran Jablonec n. N.       | TUR                           | SJC                           | ZBM                           | TUR                           | LCE                           | PHK                           |
| MČR 2014                      | KOS Slavia Plzeň                   | PGP                           | PHK                           | LPU                           | PHK                           | LLI                           | SJI                           |
| MČR 2015                      | SKOB Zlín                          | LPU                           | ZBM                           | PHK                           | LPU                           | ZBM                           | PHK                           |
| MČR 2016                      | OK Jiskra Nový Bor                 | ZBM                           | PHK                           | LCE                           | PHK                           | ZBM                           | LPU                           |
| MČR 2017                      | Klub vytrvalostních sportů Šumperk | PHK                           | ZBM                           | LPU                           | LPU                           | ZBM                           | PHK                           |
| MČR 2018                      | VŠTJ Ekonom Praha                  | PHK                           | ZBM                           | LPU                           | LPU                           | TBM                           | KAM                           |
| MČR 2019                      | SK Praga                           | PHK                           | ZBM                           | LCE                           | ZBM                           | KAM                           | LPU                           |
| MČR 2020                      | Zrušeno – pandemie covidu-19       |                               |                               |                               |                               |                               |                               |
| MČR 2021                      | Orientační Běh Opava               | ZBM                           | LPU                           | PHK                           | VSP                           | ZBM                           | TUR                           |
| MČR 2022                      | OK 99 Hradec Králové               | PHK                           | LCE                           | ZBM                           | LPU                           | TUR                           | PBM                           |
| MČR 2023                      | Lokomotiva Pardubice               | PHK                           | LPU                           | ZBM                           | ZTC                           | ZBM                           | LPU                           |
| MČR 2024                      | SKOB Zlín                          | PHK                           | KAM                           | PGP                           | DKP                           | LPU                           | SJC                           |

## Medailové pořadí klubů na MČR klubů
Pořadí závodníků podle získaných medailí (tzv. olympijského hodnocení) v hlavní mužské a ženské kategorii (H21 a D21) na Mistrovství ČR štafet v letech 1993 až 2024 (včetně).
| Medailové pořadí klubů na MČR | Medailové pořadí klubů na MČR | Medailové pořadí klubů na MČR | Medailové pořadí klubů na MČR | Medailové pořadí klubů na MČR |
| Klub                          | 1. místo                      | 2. místo                      | 3. místo                      | Celkem                        |
| ----------------------------- | ----------------------------- | ----------------------------- | ----------------------------- | ----------------------------- |
| OK 99 Hradec Králové          | 10                            | 4                             | 3                             | 17                            |
| OK Lokomotiva Pardubice       | 5                             | 3                             | 4                             | 12                            |
| USK Praha                     | 4                             | 4                             | 3                             | 11                            |
| SK Žabovřesky Brno            | 3                             | 6                             | 3                             | 12                            |
| OOB TJ Turnov                 | 2                             | 1                             | 0                             | 3                             |
| SK Praga                      | 2                             | 0                             | 1                             | 3                             |
| Sportcentrum Jičín            | 1                             | 3                             | 4                             | 8                             |
| KOS Tesla Brno                | 1                             | 3                             | 1                             | 5                             |
| OK Slavia Hradec Králové      | 1                             | 1                             | 4                             | 6                             |
| VŠB TU Ostrava                | 1                             | 1                             | 0                             | 2                             |
| Silicon Graphics Brno         | 1                             | 0                             | 0                             | 1                             |
| OK 24 Praha                   | 0                             | 2                             | 2                             | 4                             |
| SKOB Zlín                     | 0                             | 2                             | 1                             | 3                             |
| OOB TJ Slovan Luhačovice      | 0                             | 1                             | 2                             | 3                             |
| OK Kamenice                   | 0                             | 1                             | 0                             | 1                             |
| SOOB Spartak Rychnov n.Kn.    | 0                             | 0                             | 1                             | 1                             |
| Oddíl OB Kotlářka             | 0                             | 0                             | 1                             | 1                             |